# Autoritat internacional dels fons marins
L'Autoritat Internacional dels Fons Marins (en anglès "International seabed Authority", en francès: "Autorité internationale des fonds marins" i en castellà "Autoridad internacional de los fondos marinos") és una organització internacional establerta per a organitzar i controlar les activitats d'exploració i explotació dels recursos en els fons marins i oceànics i el seu subsòl fora dels límits de la jurisdicció nacional (denominats la Zona). És una organització autònoma que té un acord de relació amb les Nacions Unides. La seva seu es troba a Kingston, Jamaica.
L'Autoritat, en funcions des de 1994, va ser establerta i les seves tasques definides l'any 1982 per la Convenció de les Nacions Unides sobre el Dret del Mar, confirmades per l'Acord de 1994 relatiu a l'aplicació de la Part XI de la convenció. Aquesta última defineix els fons marins i oceànics i els seus recursos com "patrimoni comú de la humanitat". L'Autoritat té 149 Estats membres, que són tots aquells que són parts de la Convenció sobre el Dret del Mar.